# Óvári-kilátó
Az Óvári kilátó (Óvári messzelátó) Balatonalmádiban található kilátó az Öreg-hegyen.

## Építése, felujítása
A kilátóhely Balatonalmádi hajdani szőlőhegyén épült, az 1900-as években vörös homokkőből. Gerendavázas, cseréppel borított tetőzetét a 90-es évek elején rekonstruálták régi fényképek alapján, de egyszerűbb alakban. Egy időben Wesselényi-kilátónak nevezték. A kilátó mai nevét Dr. Óvári Ferencről kapta.

## A Vörös homokkő tanösvény
A Városház térről indul a 6 km-es Vörös homokkő tanösvény, amely a várost és annak természeti értékeit mutatja be. A sétaút a vasútállomás közeléből indul, és a kilátót is érinti. A kilátóhoz a kék háromszög turistajelzést kell követni.

## Külső hivatkozások
- Balatonalmádi város honlapja
- Irány Magyarország